# Hirmoneura psilotes
Hirmoneura psilotes är en tvåvingeart som beskrevs av Osten Sacken 1886. Hirmoneura psilotes ingår i släktet Hirmoneura och familjen Nemestrinidae. Inga underarter finns listade i Catalogue of Life.